# Consistórios de Clemente X
O Papa Clemente X (r. 1670–1676) criou 20 cardeais em 6 consistórios .

## 22 de dezembro de 1670
1. Federico Borromeo, júnior (1617-1673)
2. Camillo Massimo (1620-1677)
3. Gasparo Carpegna (1625-1714)

## 24 de agosto de 1671

### in pectore
1. Bernardo Gustavo de Baden-Durlach, O.S.B., (1631-1677) (publicado em 22 de fevereiro de 1672)
2. César d'Estrées, (1628-1714) (publicado em 16 de maio de 1672)
3. Juan Everardo Nithard, S.J., (1607-1681) (publicado em 16 de maio de 1672)

## 22 de fevereiro de 1672
1. Piero de Bonzi (1631-1703)
2. Vincenzo Maria Orsini, O.P. (1649-1730) - Futuro Papa Bento XIII eleito no Conclave de 1724

### RevelaçãoIn pecture
1. Bernardo Gustavo de Baden-Durlach, O.S.B., (1631-1677)  (in pectore 24 de agosto de 1671)

## 16 de maio de 1672

### RevelaçãoIn pecture
1. César d'Estrées, (1628-1714) (in pectore 24 de agosto de 1671)
2. Juan Everardo Nithard, S.J., (1607-1681) (in pectore 24 de agosto de 1671)

## 16 de janeiro de 1673
1. Felice Rospigliosi (1639-1688)

## 12 de junho de 1673
1. Francesco Nerli, o Jovem (1636-1708)
2. Girolamo Gastaldi (1616-1685)
3. Girolamo Casanate (1620-1700)
4. Pietro Basadonna (1617-1684)

### in pectore
1. Federico Baldeschi Colonna, (1625-1691) (publicado em 17 de dezembro de 1674)

## 17 de dezembro de 1674

### RevelaçãoIn pecture
1. Federico Baldeschi Colonna, (1625-1691) (publicado em 12 de junho de 1673)

## 27 de maio de 1675
1. Galeazzo Marescotti (1627-1726)
2. Alessandro Crescenzi (1607-1688)
3. Bernardino Rocci (1627-1680)
4. Fabrizio Spada (1643-1717)
5. Mario Alberizzi (1609-1680)
6. Philip Howard, O.P. (1629-1694)